# Famille Lefèvre-Pontalis
La famille Lefèvre-Pontalis est une famille française d'ancienne bourgeoisie, originaire d'Île-de-France et issue de Louis Lefèvre, né avant 1748, bourgeois de Paris, rue Saint-Denis.

## Personnalités

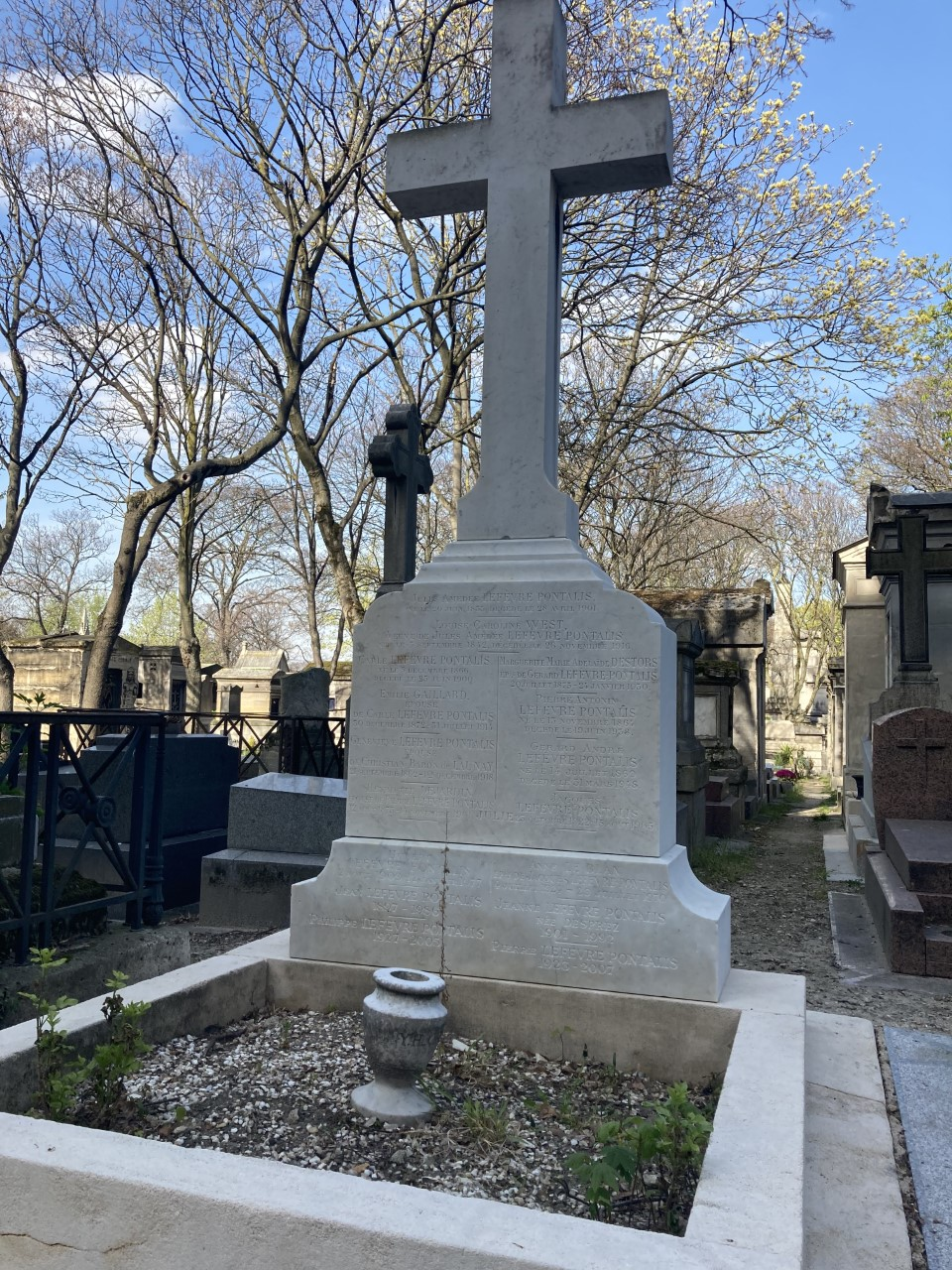
Sépulture d'Amédée Lefèvre-Pontalis (1833-1901) et de ses descendants au cimetière de Montmartre.

- Ferdinand Lefèvre (1778-1836), notaire parisien, maire de Pantin sous la Restauration ;
- Antonin Lefèvre-Pontalis (1830-1903), juriste, écrivain et homme politique français ;
- Amédée Lefèvre-Pontalis (1833-1901), avocat, homme d'affaires et politique français, frère d'Antonin ;
- Germain Lefèvre-Pontalis (1860-1930), archiviste paléographe, historien et poète français, fils d'Antonin ;
- Eugène Lefèvre-Pontalis (1862-1923), historien de l'architecture et archéologue français, fils d'Antonin ;
- Pierre Lefèvre-Pontalis (1864-1938), ambassadeur français, fils d'Amédée ;
- Hubert Lefèvre-Pontalis (1909-1977), homme politique français, petit-fils d'Amédée ;
- Jean-Bertrand Lefèvre-Pontalis, dit Jean-Bertrand Pontalis (1924-2013), écrivain français, arrière-petit-fils d'Antonin ;
- Mgr Bruno Lefèvre-Pontalis (surnommé Blop), curé de la paroisse Saint-François-Xavier de Paris, prélat d’honneur de Sa Sainteté, ancien vicaire général du diocèse de Paris, chanoine titulaire émérite de Notre-Dame de Paris.